# Telmányi Emil (tanár)
Telmányi Emil (Nagyábránka (Bereg megye), 1856. július 2. – Arad, 1900. október 28.) főgimnáziumi tanár.

## Élete
Telmányi Mihály görögkatolikus rutén pap és Ruttkay Terézia fia. Az I. és II. gimnáziumi osztályt Ungvárt, a III. és IV. osztályt Munkácson, a négy felsőt ismét Ungvárt végezte. 1874 szeptemberében a Budapesti Tudományegyetemen a klasszikus nyelveket tanulta, 1875-ben a Bécsi Egyetem hallgatója lett. 1877 júliusában hazament. 1877–78-ban katonai kötelezettségének tett eleget; 1879–80-ban próbaéves tanár volt Budapesten a gyakorlóiskolában; 1880-ban tanári vizsgát tett a latin és görög nyelvekből. 1880-tól 1884-ig helyettes, 1884. július 31-től rendes tanár volt az aradi királyi állami főgimnáziumban. 1884. július 31-én a losonci magyar királyi állami főgimnáziumhoz neveztetett ki rendes tanárnak. 1887 októberében ismét az aradi királyi főgimnáziumhoz nevezték ki, 1898 júliusában a l'Alliance Française szünidei kurzusában vett részt Párizsban.
Cikkei a Középiskolai Szemlében (1889)., az aradi királyi főgimnázium Értesítőjében (1890. Vonások a görög eposzok külső kultúrájának megértéséhez).

## Munkái
- Praeparatio Sallustius Jugurthájához. Budapest, 1892
- Szók és kifejezések. (Bartal-Malmosi latin olvasókönyvéhez.) A gymnasium III-IV. oszt. számára. Arad, 1893. Két kötet. (II. oszt. 2. javított kiadás. Budapest, 1897)
- Ugyanaz a gymn. III. oszt. számára. Budapest, 1893.